# Paradidyma aldrichi
Paradidyma aldrichi är en tvåvingeart som beskrevs av Henry J. Reinhard 1934. Paradidyma aldrichi ingår i släktet Paradidyma och familjen parasitflugor. Inga underarter finns listade i Catalogue of Life.